# Cromatius
Cromatius, auch Cormmatius, Grammatius, war von 534 bis 562 Bischof von (Windisch-)Konstanz.
Cromatius war letzter Bischof von Vindonissa. Er wurde nach dem Niedergang des burgundischen Reichs auch als Bischof von Konstanz aufgeführt.
Er nahm 535 am Konzil von Clermont in der Auvergne und 538 oder 541 sowie 549 am 5. Konzil von Orléans teil.